# Fourier (cratère)
Pour les articles homonymes, voir Fourier.
Fourier est un Cratère d'impact lunaire situé au sud-ouest de la face visible de la Lune. Il se trouve au sud-ouest de la Mare Humorum et se situe juste au nord-ouest du cratère Viète et au sud des cratères Cavendish et Mersenius. 
Le contour du cratère Fourier est relativement bien conservé sauf dans sa partie nord. Le cratère satellite "Fourier B" touche le bord oriental du cratère Fourier. La paroi intérieure est relativement large et affaissée formant comme un palier interne. L'intérieur est plat avec la présence d'un craterlet dans la partie occidentale du, cratère.
En 1935, l'Union astronomique internationale lui a attribué le nom de Fourier en l'honneur du mathématicien et physicien français Joseph Fourier.
Par convention, les cratères satellites sont identifiés sur les cartes lunaires en plaçant la lettre sur le côté du point central du cratère qui est le plus proche de Fourier.
| Fourier | Latitude | Longitude | Diamètre |
| ------- | -------- | --------- | -------- |
| A       | 30.2° S  | 49.5° W   | 32 km    |
| B       | 30.5° S  | 52.0° W   | 11 km    |
| C       | 28.5° S  | 51.9° W   | 14 km    |
| D       | 31.5° S  | 50.4° W   | 21 km    |
| E       | 28.7° S  | 50.1° W   | 14 km    |
| F       | 28.8° S  | 52.7° W   | 14 km    |
| G       | 29.4° S  | 51.7° W   | 11 km    |
| K       | 30.0° S  | 54.2° W   | 10 km    |
| L       | 30.2° S  | 52.6° W   | 5 km     |
| M       | 30.4° S  | 53.1° W   | 4 km     |
| N       | 33.5° S  | 56.4° W   | 10 km    |
| P       | 31.0° S  | 54.9° W   | 9 km     |
| R       | 34.2° S  | 51.2° W   | 9 km     |